# Millicent Simmonds

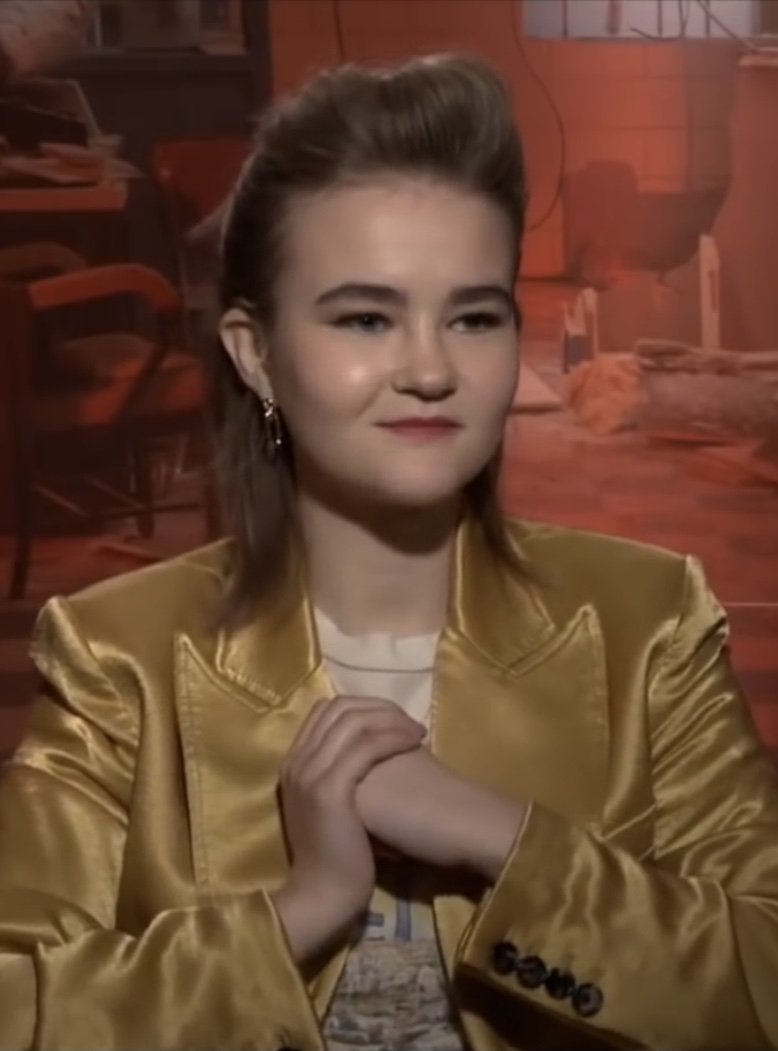
Millicent Simmonds (2021)

Millicent Simmonds (* 6. März 2003 in Bountiful, Utah) ist eine US-amerikanische Schauspielerin. Ihre ersten Filmrollen hatte die gehörlose Schauspielerin in den Filmen Wonderstruck und A Quiet Place erhalten.

## Leben
Simmonds stammt aus dem US-Bundesstaat Utah. Im Alter von zwölf Monaten verlor Simmonds aufgrund einer Überdosis Medikamente ihr Gehör. Ihre Mutter lernte die US-amerikanische Gebärdensprache und brachte sie den anderen Familienmitgliedern bei, damit sie mit der Tochter kommunizieren konnten. Als Simmonds drei Jahre alt war, besuchte sie die Jean Massieu School of the Deaf, wo sie Mitglied in der Schauspielgruppe wurde. Nach dem Abschluss der sechsten Klasse trat sie im Herbst 2015 an der Mueller Park Junior High School auf. Sie trat am Utah Shakespeare Festival in Cedar City, Utah auf. Simmonds hat ein Cochlea-Implantat, das sie beim Hören unterstützt. 
2011 hatte Simmonds den Jugendroman Wonderstruck gelesen, in dem es eine gehörlose Protagonistin gibt. Von ihrer Schauspiellehrerin erfuhr sie von einem Casting für die Verfilmung des Romans. Sie konkurrierte beim Vorsprechen mit über 250 anderen Bewerbern und erhielt schließlich die Rolle von Rose. Danach zog sie mit ihrer Mutter und ihren jüngeren Geschwistern nach New York, wo Wonderstruck gedreht wurde. Sie erhielt Unterstützung von Dolmetschern in US-amerikanischer Gebärdensprache, um am Filmset zu kommunizieren und erhielt auch einen Tutor, um die Schularbeit während der Dreharbeiten fortsetzen zu können. Wonderstruck feierte im Februar 2017 im Rahmen der Internationalen Filmfestspiele von Cannes seine Premiere.
Im Film A Quiet Place von John Krasinski spielte sie dessen Tochter Regan, während ihre Mutter von Emily Blunt, Krasinskis Ehefrau im wahren Leben, gespielt wurde. Es war für die Macher des Films wichtig gewesen, keine Schauspielerin einzusetzen, die nur vorgibt, taub zu sein. Durch Simmonds sei es zudem so viel einfacher gewesen, die US-amerikanische Gebärdensprache zu erlernen, so Krasinski.

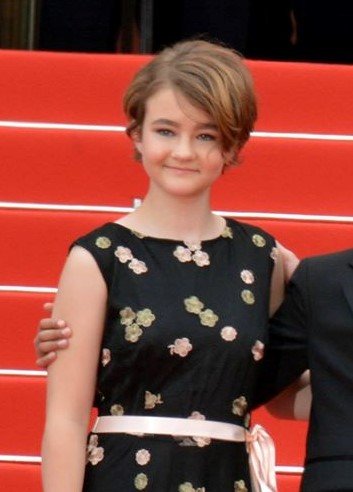
Millicent Simmonds bei der Premiere des Films Wonderstruck in Cannes im Mai 2017

Die Nachwuchsschauspielerin sagte, A Quiet Place sei ein Gewinn für die gehörlose Gemeinschaft: „Ich denke, es ist wichtig in der Gehörlosengemeinschaft, sich für diese Geschichte einzusetzen und ein Vertreter zu sein. Eine Geschichte, die Regisseure und andere Drehbuchautoren dazu inspirieren könnte, mehr gehörlose Talente einzubeziehen und kreativer zu sein, wenn man taube Talente einsetzt.“ Gleiches gelte auch für andere behinderte Schauspieler. Simmonds hoffte, durch ihre Rolle im Film bewiesen zu haben, dass man trotz Einschränkungen alles tun kann, sei es eine Betätigung als Schauspieler oder auch als Schriftsteller, Lehrer oder Pilot. In einem Interview mit Christoph Petersen von Filmstarts sagte Simmonds auf die Frage, ob es an ihrer Figur etwas gegeben habe, von dem sie unbedingt wollte, dass es in Bezug auf ihre Taubheit richtig dargestellt wird, sie habe nie ein Vorbild in Hollywood gehabt, und es habe keinen tauben Star gegeben, zu dem sie aufblicken konnte: „Deshalb hoffe ich schon, dass taube Kinder, die sich A Quiet Place ansehen, davon inspiriert werden und erkennen, dass sie dasselbe auch erreichen können. Es gibt momentan eine Menge Diskussionen über die Repräsentation verschiedener Gruppen in Hollywood – und für Menschen mit Behinderungen sollte dasselbe gelten.“
In der Fortsetzung A Quiet Place 2, die Mitte 2021 in die Kinos kam, übernahm sie erneut die Rolle der Regan Abbott.
Simmonds lebt in Bountiful, Utah.

## Filmografie
- 2017: Wonderstruck
- 2018: A Quiet Place
- 2020: A Quiet Place 2 (A Quiet Place: Part II)
- 2022: Bumblebees (Kurzfilm)

## Auszeichnungen (Auswahl)
British Academy Film Award
- 2022: Nominierung für den Rising Star Award[8]

Critics’ Choice Movie Awards 2018
- Nominierung als Beste Jungdarstellerin (Wonderstruck)

Hollywood Critics Association Award
- 2020: Aufnahme in die Next Generation of Hollywood

Saturn Award
- 2019: Nominierung als Beste Nachwuchsdarstellerin (A Quiet Place)
- 2022: Nominierung als Beste Nachwuchsschauspielerin (A Quiet Place 2)